# Macrothele simplicata
Macrothele simplicata là một loài nhện trong họ Hexathelidae. Loài này phân bố ở Đài Loan.